# Langquaid
Langquaid település Németországban, azon belül Bajorországban. Lakosainak száma 6017 fő (2023. december 31.). Langquaid Herrngiersdorf, Teugn és Bad Abbach községekkel határos.

## Népesség
A település népessége az elmúlt években az alábbi módon változott:
| Lakosok száma | 1037 | 1948 | 1956 | 3777 | 5236 | 5319 | 5628 | 5716 | 5867 | 6017 |
|               | 1875 | 1950 | 1975 | 1987 | 2012 | 2014 | 2016 | 2017 | 2021 | 2023 |